# Sociolinguistica
La sociolinguistica è una branca degli studi linguistici che mette in relazione linguaggio e società. Più che una disciplina è una "etichetta interdisciplinare", un termine ombrello che comprende studi di diverso tenore, fatto salvo il comune interesse per la dimensione sociale del linguaggio.
Si tratta dunque di uno studio del linguaggio e i sociolinguisti si considerano più linguisti che sociologi. Oggetti di ricerca tipici della sociolinguistica sono lingua e comunicazione, e il rapporto di queste con società e cultura. I dati empirici sono tratti da concreti messaggi linguistici, testi.

## Storia
Già negli anni trenta si era parlato negli Stati Uniti di "linguistica sociologica", ma è con l'avvento degli studi di linguistica descrittiva negli anni quaranta e cinquanta e della grammatica trasformazionale di Chomsky che vengono poste le basi per un interesse specifico e ben delineato. Gli esordi seminali della materia (e del termine sociolinguistics) sono forse da riportare ai primi anni cinquanta, ma è negli anni sessanta, con i contributi allo studio delle relazioni tra educazione e linguaggio dell'inglese Basil Bernstein, sociologo dell'educazione, e con gli studi del linguista statunitense William Labov sulla variazione linguistica, che la sociolinguistica assume una conformazione più definita.
Altri contributi importanti per la costituzione negli USA di un'area di studi sociolinguistici sono giunti dal sociologo Joshua Fishman, dall'antropologo Dell Hymes e dai linguisti William Labov e Uriel Weinreich.

## Varietà di lingua e campo di studio della sociolinguistica
Confrontando le due frasi nella seguente coppia di enunciati, si possono presumere alcune informazioni sul contesto in cui si trova chi sta parlando:
Potrebbe abbassare il volume della radio, per cortesia?
Abbassa quella radio.
In questo caso, si può riscontrare una differenza nella scelta delle parole; insieme ad altri indizi, questa differenza potrà essere ricondotta a diversi livelli di istruzione oppure semplicemente ad un altro tipo di rapporto (sociale e psicologico) tra i parlanti.
Dati i vari influssi sociali sui gruppi di parlanti, è fondamentale il concetto di varietà di una stessa lingua che viene parlata dai diversi parlanti. Le varietà di lingua sono riconducibili a diverse dimensioni. Avremo così:
- la variazione diatopica (a seconda dello spazio geografico in cui viene parlata una lingua): ad esempio, l'uso di una determinata parola può essere preferito o meno nelle diverse regioni di un paese come l'Italia.
- la variazione diastratica (a seconda dei gruppi e delle classi sociali di appartenenza): si può ad esempio osservare come i coreani  o i giapponesi  coniugano i verbi in maniera diversa a seconda del ceto a cui appartengono.
- la variazione diafasica (dipendente dal contesto in cui avviene la comunicazione, l'argomento e i rapporti tra gli interlocutori): questa differenza può venire illustrata con l'esempio proposto all'inizio dell'articolo.
- la variazione diamesica (a seconda del mezzo attraverso il quale si comunica): un telegramma o un sms riportano dei testi che non coincideranno con quelli di una lettera.
- la variazione diacronica (temporale) - (che registra i cambiamenti linguistici avvenuti nel corso degli anni o secoli): si noti ad esempio come al giorno d'oggi non si usa più il voi come forma di cortesia, dando invece la preferenza al lei.

Per la sua attenzione alla "diversificazione" cui viene esposto qualsiasi sistema linguistico, per la sua predilezione dunque per le "differenze" tra i parlanti, la sociolinguistica si contrappone alla linguistica teorica il cui obiettivo principale è al contrario svelare le strutture universali del linguaggio umano.
La sociolinguistica si occupa quindi dell'uso della lingua, di come le strutture astratte (studiate dalla linguistica generale) si comportano quando sono intercalate nella realtà sociale.
La disciplina si inscrive, dunque, dentro le scienze linguistiche della parole, quel "guazzabuglio eteroclito" che Ferdinand de Saussure esclude dal sistema semiotico delle lingue, in quanto non ne fa parte integrante. 
Due significanti del medesimo valore per il sistema, infatti, potranno costituire per il sociolinguista elementi differentemente connotativi a livello extra-linguistico; potranno cioè indicare una determinata provenienza, un preciso status sociale etc.

## Sociolinguistica in Italia
In Italia la sociolinguistica è stata diffusa ad opera di Giorgio Raimondo Cardona, che, oltre ad avere scritto numerosi lavori sulla scia di Hymes, ha tradotto in italiano molte opere fondamentali. Lo scopo della sociolinguistica è quello di superare i limiti della linguistica formale e della linguistica storica, per giungere ad un'analisi soddisfacente delle lingue vive, osservate con metodo etnografico, e non con il metodo introspettivo tipico dei linguisti strutturali, e per illuminare le connessioni tra lingua, società e cultura.
La lingua italiana da lingua di pochi è diventata lingua di tutti. Nelle regioni con una storica prevalenza di dialetti, l'italiano è la lingua più usata in casa e fuori casa. Esso, per il momento, non ha eliminato il tradizionale aspetto plurilingue dell'Italia, infatti nessun dialetto è scomparso. Lo scorrere parallelo dell'italiano e dei dialetti costituisce la specificità dell'intera storia linguistica nazionale. Negli ultimi cinquant'anni si è sviluppata una intensa dinamica sociolinguistica modificando i rapporti tra le lingue e i parlanti, quindi l'italiano ha ripreso vigore e le lingue di minoranza e i dialetti hanno abbandonato quasi definitivamente il ruolo di lingua primaria; di centrale aspetto per la sociolinguistica italiana sono i concetti di lingua standard e di italiano regionale. Per esempio, Gaetano Berruto ha definito in termini sociolinguistici il cosiddetto italiano neostandard.